# Comuna Pișceanîi Brid, Dobrovelîcikivka
Pișceanîi Brid (în ucraineană Піщаний Брід) este o comună în raionul Dobrovelîcikivka, regiunea Kirovohrad, Ucraina, formată din satele Krîkunka, Nova Kovalivka, Peremoha, Pișceanîi Brid (reședința) și Vesneanka.

## Demografie
Componența lingvistică a comunei Pișceanîi Brid
     Ucraineană (95,33%)
     Rusă (2,17%)
     Română (1,39%)
     Alte limbi (0,45%)
Conform recensământului din 2001, majoritatea populației comunei Pișceanîi Brid era vorbitoare de ucraineană (95,33%), existând în minoritate și vorbitori de rusă (2,17%) și română (1,39%).